# 黄金の刻 小説 服部金太郎
『黄金の刻 小説 服部金太郎』（おうごんのとき しょうせつ はっとりきんたろう）は、楡周平による小説。2021年11月26に集英社より刊行され、2024年2月20日に集英社文庫より文庫版が出版された。
世界的時計メーカー「セイコー」創業者・服部金太郎の一代記。
2024年3月30日にテレビ朝日系列でドラマ化。主演は西島秀俊。

## あらすじ
主人公の服部金太郎。彼は明治7年、東京の洋品店「辻屋」で働いていた。主人の粂吉は金太郎の商才を高く評価し、彼を辻屋の一員として迎え入れることを考えていた。しかし、金太郎は時計に興味を持ち、正確な時間を知る重要性を感じていたため、将来的には時計に携わりたいという想いを抱いていた。

## 登場人物
服部金太郎
主人公。実業家。服部時計店（現：セイコーグループ）創業者。

服部喜三郞
金太郎の父。古物商「尾張屋」の店主。

はる
金太郎の母。

辻粂吉
洋品店「辻屋」店主。東京洋品雑貨業界のパイオニア。

服部まん
金太郎の妻。

𠮷川鶴彦
敏腕時計職人

岩倉善路
金太郎の幼なじみ。方向性の違いで対立する。

辻（河村）浪子
金太郎が丁稚奉公をした辻屋の一人娘。金太郎の初恋の相手。

吉邨英恭
アメリカ系商社「ブルウル兄弟商会」横浜店に勤務する日本人の番頭。金太郎の良きビジネス相手。

## 書誌情報
- 楡周平『黄金の刻 小説 服部金太郎』
  - 単行本：2021年11月26日発売、集英社、ISBN 978-4-08-771772-3[4]
  - 文庫本：2024年2月20日発売、集英社文庫、ISBN 978-4-08-744615-9[5]

## テレビドラマ
『黄金の刻〜服部金太郎物語〜』（おうごんのとき はっとりきんたろうものがたり）のタイトルで、2024年3月30日にテレビ朝日系列で放送された。主演は西島秀俊。

### キャスト

#### 服部家
服部金太郎（はっとり きんたろう）
演 - 西島秀俊（青年期：水上恒司）
主人公。実業家。服部時計店（現：セイコーグループ）創業者。丁稚奉公していた辻屋で金の懐中時計に魅了され、粂吉から跡取りにと望まれるも、年季明けに時計職人の道へ進む。
服部まん（はっとり まん）
演 - 松嶋菜々子（青年期：和内璃乃）
高崎綿問屋の娘。旧姓：山本。父の形見の時計を修理しに群馬から金太郎の店を訪れる。後に金太郎の妻となる。

#### 服部時計店従業員とその家族
𠮷川鶴彦（よしかわ つるひこ）
演 - 山本耕史
まんの時計の魚子（ななこ・魚々子）彫りをほどこした腕のいい時計職人。人と目を合わせて会話することもできない変わり者だが、時計に関しては天才的な技術の持ち主。服部時計店の技術面を支え、新工場の技術長となる。
𠮷川ふく（よしかわ ふく）
演 - 街田しおん
鶴彦の妻。人との会話が苦手な夫を気遣い、仕事の話を代わって聞くなど献身的に夫を支えている。
笠井恒雄（かさい つねお）
演 - 正名僕蔵
服部時計店の社員。一番の古株。
岡本正忠
演 - 嘉島陸
時計職人。

#### アズナブール商会
岩倉善路（いわくら よしみち）
演 - 濱田岳（青年期：下川恭平）
金太郎と同じ辻屋で丁稚奉公しており、金太郎を兄のように慕っている。左手に傷害があるが、修行して機械彫りの職人になる。しかし、自身の彫った時計の装飾を金太郎に認めてもらえず、金太郎と対立する。
カール・アズナブール
演 - 村雨辰剛
スイス商館の時計商・アズナブール商会の経営者。金太郎の商売の邪魔をする。

#### 辻屋
辻（河村）浪子（つじ〈かわむら〉なみこ）
演 - 高島礼子（青年期：吉川愛、長唄吹き替え：松永忠之助）
金太郎が丁稚奉公していた辻屋のお嬢様。金太郎の初恋相手。
辻粂吉（つじ くめきち）
演 - 船越英一郎（特別出演）
金太郎が奉公していた京橋八官町の洋品雑貨問屋・辻屋の店主。東京洋品雑貨業界のパイオニア。
教養や見識のある読書家であり、英語に長けた知識人。
金太郎の人物と才能を評価している。辻屋の後継者になってほしいという願いを持つ。

#### その他
吉邨英恭（よしむら ひでゆき）
演 - 髙嶋政伸
アメリカ系商社「ブルウル兄弟商会」横浜店に勤務する日本人の番頭。父が外国奉行の支配定役だった影響で英語が得意。輸入ビジネスをしていた時、確実に契約書通りの支払いをする金太郎を信頼し、関係を深める。
坂田久光
演 - 芹澤興人
金太郎が年季明けに勤めた坂田時計店の店主。
ナレーション
声 - 八木亜希子

### スタッフ
- 原作 - 楡周平『黄金の刻 小説 服部金太郎』（集英社文庫刊）
- 脚本 - 髙橋泉
- 脚本協力 - 長谷川徹
- 演出 - 豊島圭介
- 音楽 - 江﨑文武
- 主題歌 - MISIA「ゆびきりげんまん」（Sony Music Labels）[14]
- 時代考証 - 天野隆子
- 衣裳プランナー - 宮本まさ江
- 時計修理指導 - 西谷孝宏・滑川治秀（株式会社モントル）
- 算盤指導 - 谷賢治（日本そろばん資料館）
- 劇中写真協力 - 東京都復興記念館
- アクションコーディネーター - 森崎えいじ
- 特殊メイク造形ディレクター - 石野大雅
- 技術協力 - テイクシステムズ
- VFX・CG - テレビ朝日クリエイト、4d、イマージュ
- 美術協力 - 東宝映像美術、東京美工、東映東京撮影所、高津装飾美術、トランスフォーマー、舞クリエーション
- ゼネラルプロデューサー - 服部宣之（テレビ朝日）
- プロデューサー - 藤崎絵三（テレビ朝日）、山形亮介（KADOKAWA）、長谷川晴彦（KADOKAWA）
- ラインプロデューサー - 和田昂士（KADOKAWA）
- 協力プロデューサー - 竹園元（テレビ朝日）
- 特別協力 - セイコーグループ
- 制作協力 - KADOKAWA
- 制作著作 - テレビ朝日